# Penehupifo Pohamba

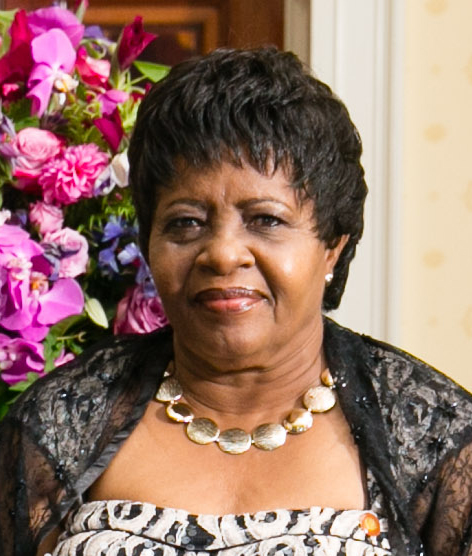
Penehupifo Pohamba (2014)

Penehupifo Pohamba (* 16. Juni 1948 in Okatale, Südwestafrika) war, als Ehefrau von Staatspräsident Hifikepunye Pohamba, von 2005 bis 2015 First Lady Namibias.
Pohamba besuchte die Grund- und Sekundarschule in Odibo, unter anderem mit dem späteren Minister Joel Kaapanda. Sie war Lehrerin an der St. George’s Diocesan School in Windhoek. Sie war in erster Ehe ab 1969 mit Malakias Shiluwa verheiratet, mit dem sie Sohn Waldheim (* 1971) und Tochter Ndelitungapo (* 1973) hat. Ihr Ehemann wurde durch eine Landmine um 1973 getötet. Mit ihrem zweiten Ehemann Hifikepunye hat sie die Kinder Tulongeni (* 1986), Kaupumhote (* 1988) und Ndapanda (* 1991).

## Politische Karriere
Pohamba verließ 1976 als Mitglied der SWAPO im Rahmen des namibischen Befreiungskampfes ihre Heimat und zog über Angola nach Sambia. Wenige Monate später wurde sie zu einer medizinischen Ausbildung nach Tansania geschickt. Dort arbeitete sie in einem Flüchtlingslager namibischer Exilanten. Pohamba absolvierte ein dreijähriges Studium als Hebamme in Jamaika. Zurück in Angola, war sie vor allem als Medizinerin tätig, ehe sie 1981 in die Deutsche Demokratische Republik zum Studium der Politikwissenschaft geschickt wurde. Zwei Jahre später kehrte sie nach Angola zurück, wo sie den späteren Staatspräsidenten Hifikepunye Pohamba heiratete.
Als First Lady setzte sich Pohamba vor allem für die Frauenrechte in Namibia ein. Auch lag ihr das Thema AIDS am Herzen. 2006 wurde sie zur Vizevorsitzenden des Komitees der Entwicklungsgemeinschaft des südlichen Afrika gewählt.

## Auszeichnungen
Am Heldentag 2014 wurde Pohamba mit dem Most Brilliant Order of the Sun, 1. Klasse ausgezeichnet. Nach ihr ist das Lady-Pohamba-Privatkrankenhaus in Windhoek benannt, dessen Schirmherrin sie ist.